# Charlie Cox
Charlie Thomas Cox (Londra, 15 dicembre 1982) è un attore britannico, principalmente noto per il ruolo di Matt Murdock / Daredevil nel Marvel Cinematic Universe.

## Biografia
Nato a Londra, Cox è cresciuto nell'East Sussex ed è l'ultimo dei cinque figli di Trisha e Andrew Cox, un editore. Da bambino frequenta due scuole indipendenti: la Ashdown House di Forest Row e la Sherborne School di Sherborne. Successivamente effettua gli studi presso la Bristol Old Vic Theatre School, a Bristol.
Esordisce al cinema nel film del 2003 Dot the I con Gael García Bernal, in seguito prende parte ai film Cose da fare prima dei 30, Il mercante di Venezia e Casanova, entrambi ambientati a Venezia, ma diventa noto per la sua interpretazione di Tristan Thorn nel fantasy del 2007 Stardust, tratto dall'omonimo romanzo di Neil Gaiman.
Nel 2008 recita al fianco di Robert Carlyle e Kate Mara in Stone of Destiny. Nel 2010 interpreta il ruolo di Ismaele nella miniserie televisiva Moby Dick, diretta da Mike Barker. 
Nel 2010, esordisce in teatro in The Lover e The Collection di Harold Pinter, al Comedy Theatre di Londra; interpreta il duca di Crowborough nella serie televisiva Downton Abbey ed è il principe di Homburg nell'omonimo spettacolo di Heinrich von Kleist. L'anno successivo, ottiene il ruolo di Josemaría Escrivá nel film di Roland Joffé There Be Dragons ed è un personaggio ricorrente nella seconda e terza stagione della serie Boardwalk Empire - L'impero del crimine, prodotta da Martin Scorsese.
Viene scelto dai Marvel Studios per interpretare il ruolo di Matt Murdock / Daredevil nell'omonima serie televisiva, prodotta da Netflix, andata in onda dal 2015 al 2018, riprendendo il medesimo ruolo anche nella miniserie The Defenders, miniserie televisiva anch'essa prodotta da Netflix.
Nel 2019 prende parte al cast di Betrayal, insieme a Tom Hiddleston e Zawe Ashton. L'opera teatrale va in scena al Pinter Theatre di Londra per 12 settimane da marzo a giugno. Nell'agosto dello stesso anno, Cox fa il suo debutto a Broadway sempre con Betrayal, in scena al Bernard B. Jacobs Theatre di New York per 17 settimane.
Dal 2021 riprende il ruolo di Matt Murdock nel film Spider-Man: No Way Home, uscito nello stesso anno, per poi comparire nelle miniserie She-Hulk: Attorney at Law (2022), Echo (2024) e Daredevil - Rinascita (2025).

## Filmografia

### Cinema
- Dot the I - Passione fatale (Dot the I), regia di Matthew Parkhill (2003)
- Cose da fare prima dei 30 (Things To Do Before You're 30), regia di Simon Shore (2004)
- Il mercante di Venezia (The Merchant of Venice), regia di Michael Radford (2004)
- Casanova, regia di Lasse Hallström (2005)
- Tirante el Blanco, regia di Vicente Aranda (2006)
- Stardust, regia di Matthew Vaughn (2007)
- Harry, Henry and the Prostitute, regia di Theo Davies – cortometraggio (2008)
- Stone of Destiny, regia di Charles Martin Smith (2008)
- Big Guy, regia di David Oyelowo – cortometraggio (2009)
- Perfect, regia di Christopher Obi – cortometraggio (2009)
- Glorious 39, regia di Stephen Poliakoff (2009)
- There Be Dragons - Un santo nella tempesta (There Be Dragons), regia di Roland Joffé (2011)
- Hello Carter, regia di Anthony Wilcox (2013)
- La teoria del tutto (The Theory of Everything), regia di James Marsh (2014)
- Eat Locals, regia di Jason Flemyng (2017)
- King of Thieves, regia di James Marsh (2018)
- Spider-Man: No Way Home, regia di Jon Watts (2021) – cameo

### Televisione
- Judge John Deed – serie TV, episodio 2×04 (2002)
- Lewis, regia di Bill Anderson – film TV (2006)
- A for Andromeda, regia di John Strickland – film TV (2006)
- T Takes: Brooklyn '09 – webserie, 5 webisodi (2009)
- Downton Abbey – serie TV, episodio 1×01 (2010)
- Moby Dick, regia di Mike Barker – miniserie TV (2011)
- Boardwalk Empire - L'impero del crimine – serie TV, 23 episodi (2011-2012)
- Legacy, regia di Pete Travis – film TV (2013)
- Daredevil – serie TV, 39 episodi (2015-2018)
- The Defenders, regia di S. J. Clarkson, Peter Hoar, Phil Abraham, Uta Briesewitz, Stephen Surjik, Félix Enríquez Alcalá e Farren Blackburn – miniserie TV, 8 episodi (2017)
- Kin – serie TV, 16 episodi (2021-2023)
- She-Hulk: Attorney at Law – miniserie TV, episodi 8-9 (2022)
- Treason, regia di Louise Hooper e Sarah O'Gorman – miniserie TV, 5 episodi (2022)
- Echo – miniserie TV, episodio 1 (2024)
- Daredevil - Rinascita (Daredevil: Born Again) - serie TV, 9 episodi (2025-in corso)
- Adults - serie TV, 3 episodi (2025)

### Doppiatore
- Il vostro amichevole Spider-Man di quartiere (Your Friendly Neighborhood Spider-Man) – serie animata, episodi 6-10 (2025)
- Clair Obscur: Expedition 33 - videogioco (2025)

## Teatro
- Peccato che sia una sgualdrina di John Ford. Southwark Playhouse di Londra (2008)
- The Lover di Harold Pinter. Comedy Theatre di Londra (2010)
- The Collection di Harold Pinter. Comedy Theatre di Londra (2010)
- Il principe di Homburg di Heinrich von Kleist. Donmar Warehouse di Londra (2010)
- Incognito di Nick Payne, regia di Douglas Hughes. New York City Center di New York (2016)
- Tradimenti di Harold Pinter. Harold Pinter Theatre di Londra e Bernard B. Jacobs Theatre di Broadway (2019)

## Riconoscimenti
- Screen Actors Guild Awards
  - 2012 – Miglior cast di una serie drammatica per Boardwalk Empire - L'impero del crimine
  - 2013 – Candidatura al miglior cast di una serie drammatica per Boardwalk Empire - L'impero del crimine
  - 2015 – Candidatura al miglior cast cinematografico per La teoria del tutto

## Doppiatori italiani
Nelle versioni in italiano delle opere in cui ha recitato, Charlie Cox è stato doppiato da:
- Francesco Pezzulli in Il mercante di Venezia, Daredevil, The Defenders, Spider-Man: No Way Home, She-Hulk: Attorney at Law, Treason, Echo, Daredevil - Rinascita
- Alessio Cigliano in Boardwalk Empire - L'impero del crimine, Moby Dick
- Alessandro Rigotti in Downton Abbey, There Be Dragons - Un santo nella tempesta
- Massimiliano Manfredi in Casanova
- Stefano Crescentini in Stardust
- Gianfranco Miranda in La teoria del tutto
- Ruggero Andreozzi in King of Thieve
- Riccardo Scarafoni in Adults

Da doppiatore è sostituito da:
- Francesco Pezzulli ne Il vostro amichevole Spider-Man di quartiere